# Oliver Hazard Perry

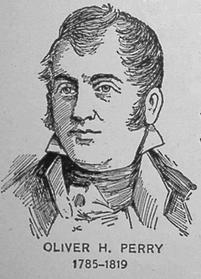

Oliver Hazard Perry (ur. 23 sierpnia 1785, South Kingstown, zm. 23 sierpnia 1819, Trynidad) – komodor w służbie Marynarki Wojennej Stanów Zjednoczonych. Brał udział w I wojnie berberyjskiej oraz w wojnie brytyjsko-amerykańskiej i wsławił się podczas bitwy o jezioro Erie, a w nawiązaniu do tego wydarzenia,10 września 1813 - w uznaniu zdecydowanego i chwalebnego zwycięstwa - został uhonorowany Złotym Medalem Kongresu (Congressional Gold Medal) - jednym z najwyższych odznaczeń cywilnych w Stanach Zjednoczonych.
Jego imieniem nazwano pierwszą fregatę rakietową USS Oliver Hazard Perry (FFG-7), która zapoczątkowała budowę licznych okrętów tego typu, w tym dwóch odstąpionych w latach 2002-2003 Polsce.

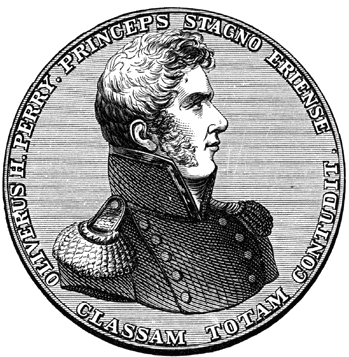
Congressional Gold Medal 1813